# Samuel Putnam
Samuel Putnam (Rossville, 10 de outubro de 1892 — Lambertville, 15 de janeiro de 1950) foi um tradutor estadunidense. A sua tradução mais reconhecida é a de Don Quixote, de 1949, para língua inglesa.